# 균륜

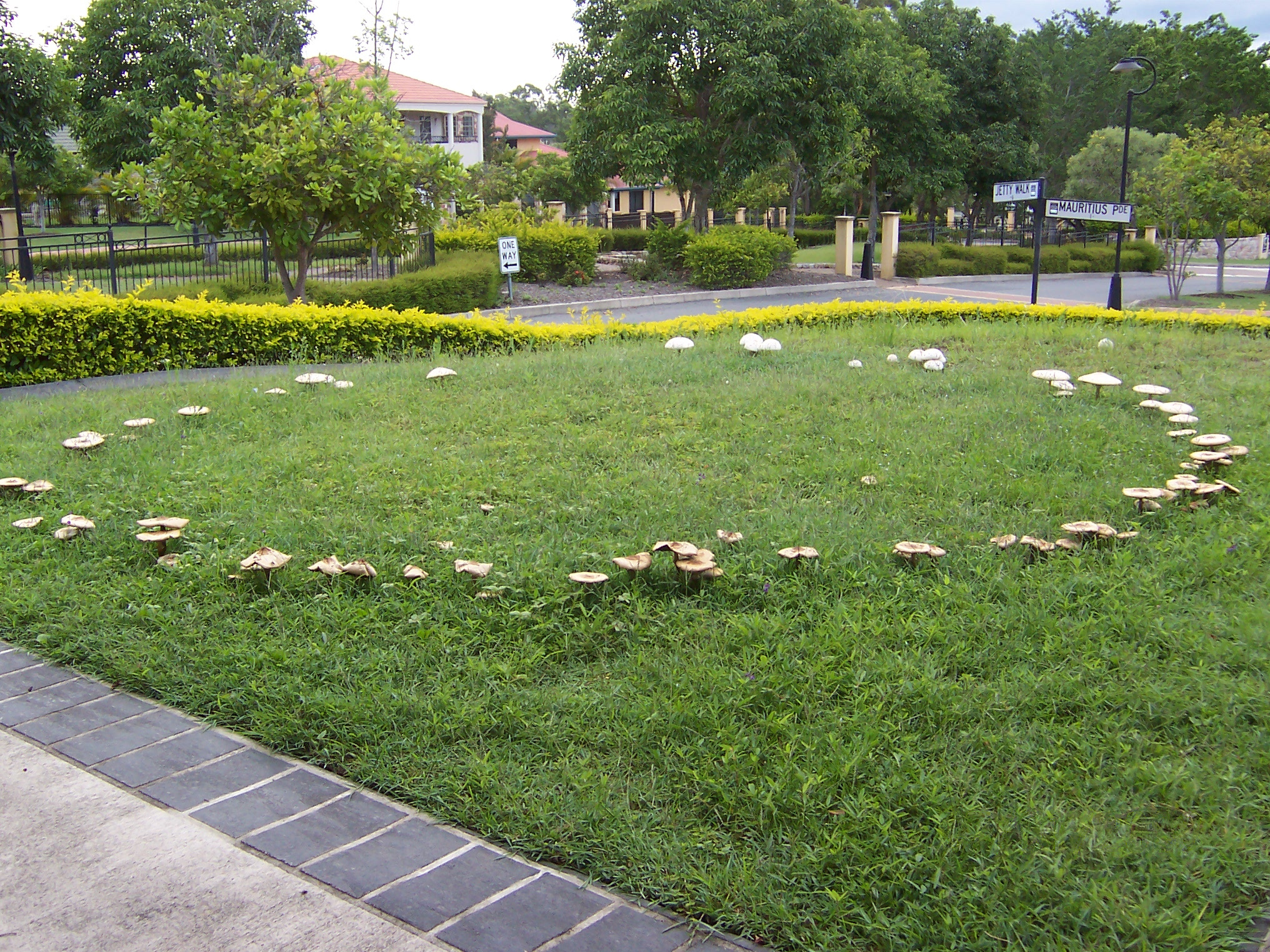
호주 퀸즐랜드 주 브리즈번의 교외 잔디밭에 있는 요정 반지(클로로필룸 몰리브다이트로 추정)

균륜(菌輪) 또는 균환(菌環)이란 진균류가 원호꼴을 이루며 무리지어 자란 것을 말한다. 서유럽 민속에서 이것을 요정들이 뛰어논 자국이라 하여 영어로는 페어리 링(fairy ring)이라고 한다. 큰 것은 직경이 10 미터에 이를 수도 있으며, 진균이 점점 자라면서 균륜 역시 견고해진다. 주로 삼림에서 발견되지만 초원 따위 개활지에서 나타날 수도 있다.
균륜을 그리는 버섯 종류는 따로 정해져 있으며, 약 60종이 균륜을 그리는 것이 알려져 있다.